# Sideville
Sideville é uma comuna francesa na região administrativa da Normandia, no departamento Mancha. Estende-se por uma área de 7,57 km². Em 2010 a comuna tinha 780 habitantes (densidade: 103 hab./km²).